# Santo-Pietro-di-Tenda
Santo-Pietro-di-Tenda (korziško Santu Petru di Tenda) je naselje in občina v francoskem departmaju Haute-Corse regije - otoka Korzika. Leta 1999 je naselje imelo 332 prebivalcev.

## Geografija
Kraj leži v severnem delu otoka Korzike 35 km jugozahodno od središča Bastie.

## Uprava
Občina Santo-Pietro-di-Tenda skupaj s sosednjimi občinami Lama, Murato, Pietralba, Piève, Rapale, Rutali, San-Gavino-di-Tenda, Sorio in Urtaca sestavlja kanton Haut-Nebbio s sedežem v Muratu. Kanton je sestavni del okrožja Calvi.

## Zanimivosti
- baročna župnijska cerkev sv. Janeza Krstnika iz 16. stoletja,
- spomenik padlim med prvo in drugo svetovno vojno,
- Monte Revinco, prazgodovinsko megalitsko najdišče.